# Валлерс (тауншип, Миннесота)
Валлерс (англ. Vallers) — тауншип в округе Лайон, Миннесота, США. На 2000 год его население составило 243 человека.

## География
По данным Бюро переписи населения США площадь тауншипа составляет 94,1 км², из которых 94,1 км² занимает суша, водоёмов нет.

## Демография
По данным переписи населения 2000 года здесь находились 243 человека, 83 домохозяйства и 64 семьи. Плотность населения — 2,6 чел./км². На территории тауншипа расположено 87 построек со средней плотностью 0,9 построек на один квадратный километр. Расовый состав населения: 100,00 % белых. Испанцы или латиноамериканцы любой расы составляли 0,41 % от популяции тауншипа.
Из 83 домохозяйств в 47,0 % воспитывались дети до 18 лет, в 71,1 % проживали супружеские пары, в 3,6 % проживали незамужние женщины и в 21,7 % домохозяйств проживали несемейные люди. 18,1 % домохозяйств состояли из одного человека, при том 4,8 % из — одиноких пожилых людей старше 65 лет. Средний размер домохозяйства — 2,93, а семьи — 3,37 человека.
30,9 % населения — младше 18 лет, 11,1 % — в возрасте от 18 до 24 лет, 24,3 % — от 25 до 44, 27,2 % — от 45 до 64, и 6,6 % — старше 65 лет. Средний возраст — 35 лет. На каждые 100 женщин приходилось 127,1 мужчин. На каждые 100 женщин старше 18 приходилось 107,4 мужчин.
Средний годовой доход домохозяйства составлял 46 250 долларов, а средний годовой доход семьи — 51 250 долларов. Средний доход мужчин — 32 500 долларов, в то время как у женщин — 22 500. Доход на душу населения составил 17 218 долларов. За чертой бедности находились 2,9 % семей и 4,0 % всего населения тауншипа, из которых 8,3 % младше 18 лет.